# Amapá Clube
L'Amapá Clube, noto anche semplicemente come Amapá, era una società calcistica brasiliana con sede nella città di Macapá, capitale dello stato dell'Amapá.

## Storia
L'Amapá Clube è stato fondato il 26 febbraio 1944. Il club ha partecipato al Campeonato Brasileiro Série C nel 2006 e nel 2007.

## Palmarès

### Competizioni statali
- Campionato Amapaense: 10

1945, 1950, 1951, 1953, 1973, 1975, 1979, 1987, 1988, 1990